# Copa de la República del Iemen del Nord
La Copa de la República del Iemen del Nord fou la màxima competició futbolística per eliminatòries del Iemen del Nord. És disputà entre 1978 i 1984.

## Historial
Font:
- 1978: Al-Wahda (San'a')
- 1979: Al Zuhra (San'a')
- 1980: Al-Ahli (San'a')
- 1981: Al-Sha'ab Ibb
- 1982: Al-Ahli (San'a')
- 1983: Al-Ahli (San'a')
- 1984: Al-Ahli (San'a')

Per les competicions posteriors a la unificació del país vegeu:
- Copa iemenita de futbol